# Freycinetia urvilleana
Freycinetia urvilleana là một loài thực vật có hoa trong họ Dứa dại. Loài này được Hombr. & Jacquinot ex Decne. miêu tả khoa học đầu tiên năm 1853.